# Spathidosepion
Spathidosepion (лат.) — род головоногих из семейства настоящие каракатицы отряда каракатицы. Был описан как отдельный род, затем слит с родом Sepia, а теперь вновь восстановлен.
Достигают в длину от 7,5 до 14 см. Обитают в юго-восточной Атлантике и западной части Индийского океана (Южная Африка и Маскаренский хребет). Донные животные, встречаются на глубине от 26 до 210 м. Для оценки охранного статуса видов этого рода недостаточно данных. Безвредны для человека, объектом промысла не являются

## Виды
На декабрь 2023 известно 2 описанных вида:
- Spathidosepion angulatum (Roeleveld, 1972)
- Spathidosepion papillatum (Quoy & Gaimard, 1832)